# 東京ゲートブリッジ
東京ゲートブリッジ（とうきょうゲートブリッジ、英語: Tokyo Gate Bridge）は、東京港第三航路（東京東航路）を跨ぎ中央防波堤外側埋立地と江東区若洲を結ぶ橋梁である。東京港港湾計画に位置付けられた港湾施設（幹線臨港道路）・東京港臨海道路のII期事業区間の一部を構成する。
建設時は仮称として東京港臨海大橋と呼ばれていたが、一般公募の中から「東京ゲートブリッジ」の名称が付けられた。また、恐竜が向かい合っているような特異な形状をしている事から恐竜橋とも呼ばれる。
事業期間は2002年度（平成14年度）から2011年度（平成23年度）で、2012年（平成24年）2月12日に開通した。東京ゲートブリッジを含む東京港臨海道路II期事業の総事業費は約1,125億円で、国土交通省は開通による経済効果を年間190億円（走行時間短縮で172億円、走行経費減少で18億円）と試算している。

## 概説
東京都が策定した東京港港湾計画に記された江東区若洲と大田区城南島間約8 kmを結ぶ東京港臨海道路の一部で、全長2,618 m（陸上部アプローチ橋を含む）のトラス橋である。水面（荒川工事基準面、A.P.）から橋梁最上部の高さが87.8 m、海上を跨ぐ区間の長さが1,618 m（横浜ベイブリッジやレインボーブリッジの約2倍）で、RC橋脚の上部に鋼3径間連続トラスボックス複合構造の橋桁が架けられ、4車線道路が設けられている。
建設地が東京国際空港（羽田空港）に近く航空機の飛行ルート上にあるため、航空法により橋の高さに制限（98.1 m以下）が課されている一方、東京東航路を通る大型船舶が航行可能な桁下の高さ54.6 mを確保すべく、吊り橋や斜張橋ではなく、三角形に繋いだ鋼材を組み合わせて橋桁の荷重を分散するトラス構造が採用された。また、支間長は440 mで、日本国内のトラス橋としては生月大橋（同400 m）を上回り、港大橋（同510 m）に次ぐ規模である。
当初は2010年度（平成22年度）末までの事業概成、2011年度（平成23年度）上半期の供用予定だったが、若洲側中央部トラス桁の架設後に溶接の割れや鉄骨の変形が発見され、桁の架け直しのため完成が半年ほど遅れた。損傷の原因は大阪府堺市の日立造船堺工場で制作された桁を東京湾まで曳航して運搬する際、波浪により想定以上の衝撃が加わったためと推測される。
照明機器には太陽光発電システムを導入し、低炭素社会への貢献を目指している。省エネルギー性に優れたLED照明により、夜間のライトアップを行う。夜間景観照明は照明デザイナーの石井幹子が担当した。
隣接する中央防波堤内側埋立地では都内最大級の公園となる海の森公園の整備が進められており、公園に通じるアクセス路としての活用も期待される。

### 橋諸元
- 延長 - 2,618 m（陸上アプローチ橋、海上アプローチ橋含む）
- 主橋梁部橋長 - 760 m
- 最大支間長 - 440 m
- 橋梁の高さ - A.P.+87.8 m（A.P.は荒川工事基準面）
- 航路限界高 - A.P.+54.6 m
- 橋梁重量 - 約36,000トン（うち主橋梁部 約20,000トン）
- 主橋梁部 - 鋼3径間連続トラス･ボックス複合構造
- アプローチ部 - 連続鋼床板箱桁構造
- 橋脚 - 鉄筋コンクリート構造（高耐久性仕様コンクリートを使用）
- 基礎 - 鋼管矢板井筒構造（鋼管は直径1.5 m×長さ60.5 mの大口径長尺鋼管98本を使用し、鋼管矢板継手部分には高強度モルタルを充填している）

### 道路諸元
- 車線数 - 往復4車線、歩道（橋梁部） 歩道は都心側(内陸側)のみ
- 設計速度 - 50 km/h（橋梁部）
- 道路区分 - 第4種1級（道路構造令）
- 備考[11]
  - 自転車・特定小型原動機付自転車は車道・歩道ともに通行不可。但し、歩道にて自転車・特定小型原動機付自転車の手押しによる持ち込みは可能。
  - 原動機付自転車（50cc以下）も通行不可。
  - 若洲側アプローチ部道路はゴルフ場が隣接しており、ゴルフボールが飛び込まない様にネット状の屋根を備える。
  - 歩道の通行時間は8時 - 19時（最終入場は18時30分）。中防側昇降施設から中央防波堤外側地区に降りることができる時間は16時30分まで。
  - 毎月第3火曜日と毎年12月の第1火曜日（該当日が祝日の場合はその翌日）は歩道利用不可。

東京ゲートブリッジ入口、歩道及び関連施設
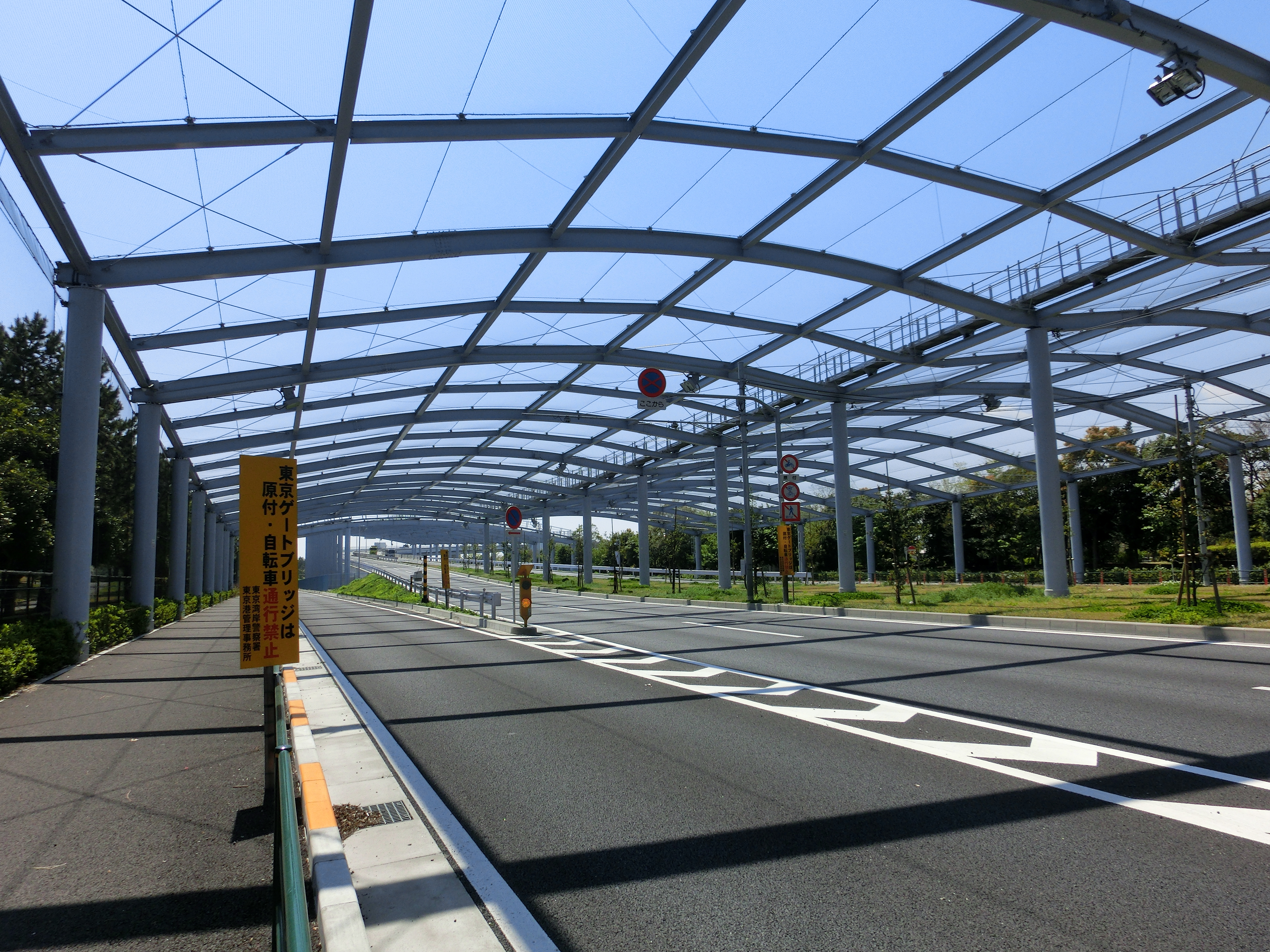
若洲側入口 (→中央防波堤外側入口)
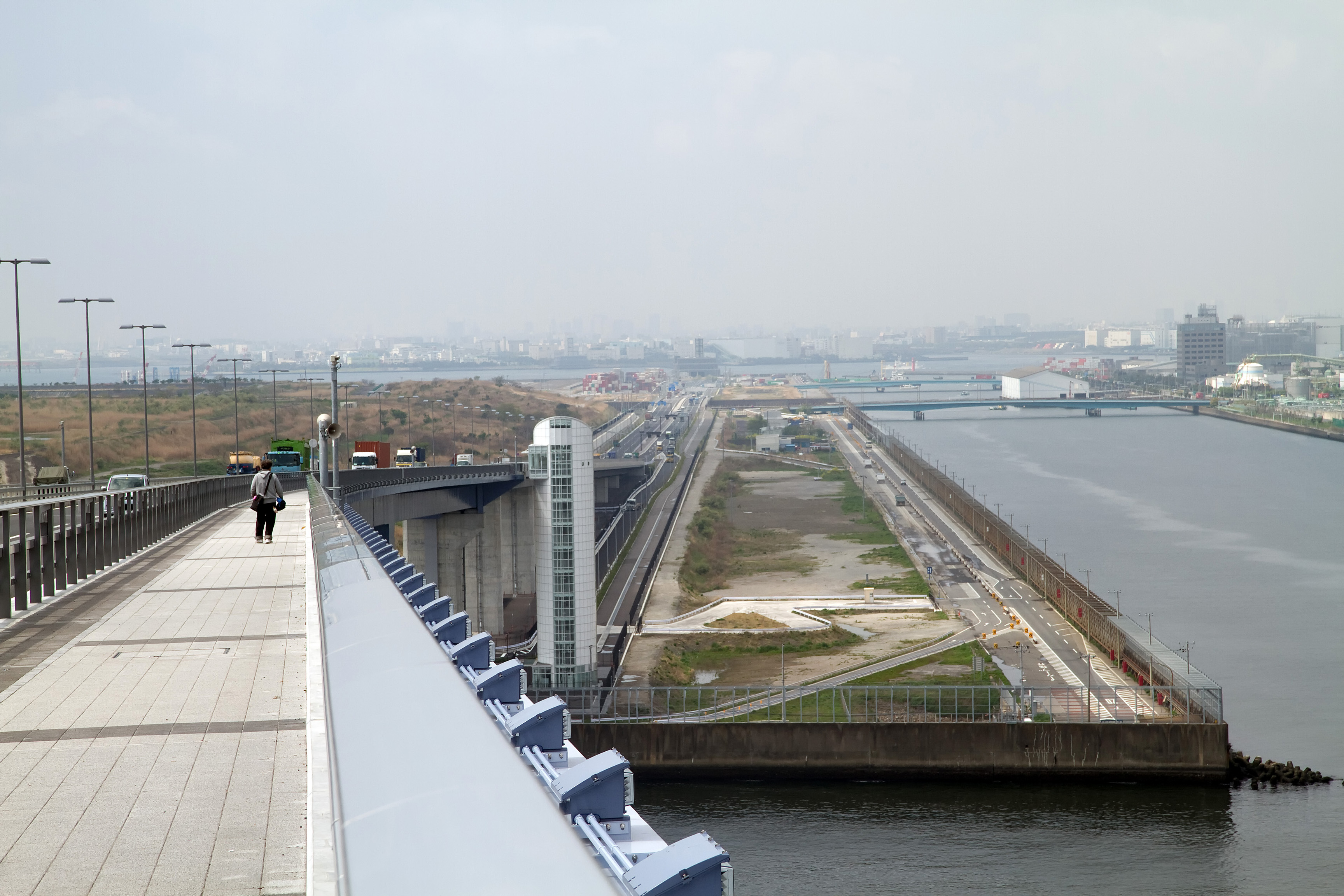
中央防波堤方面 (→若洲方面)
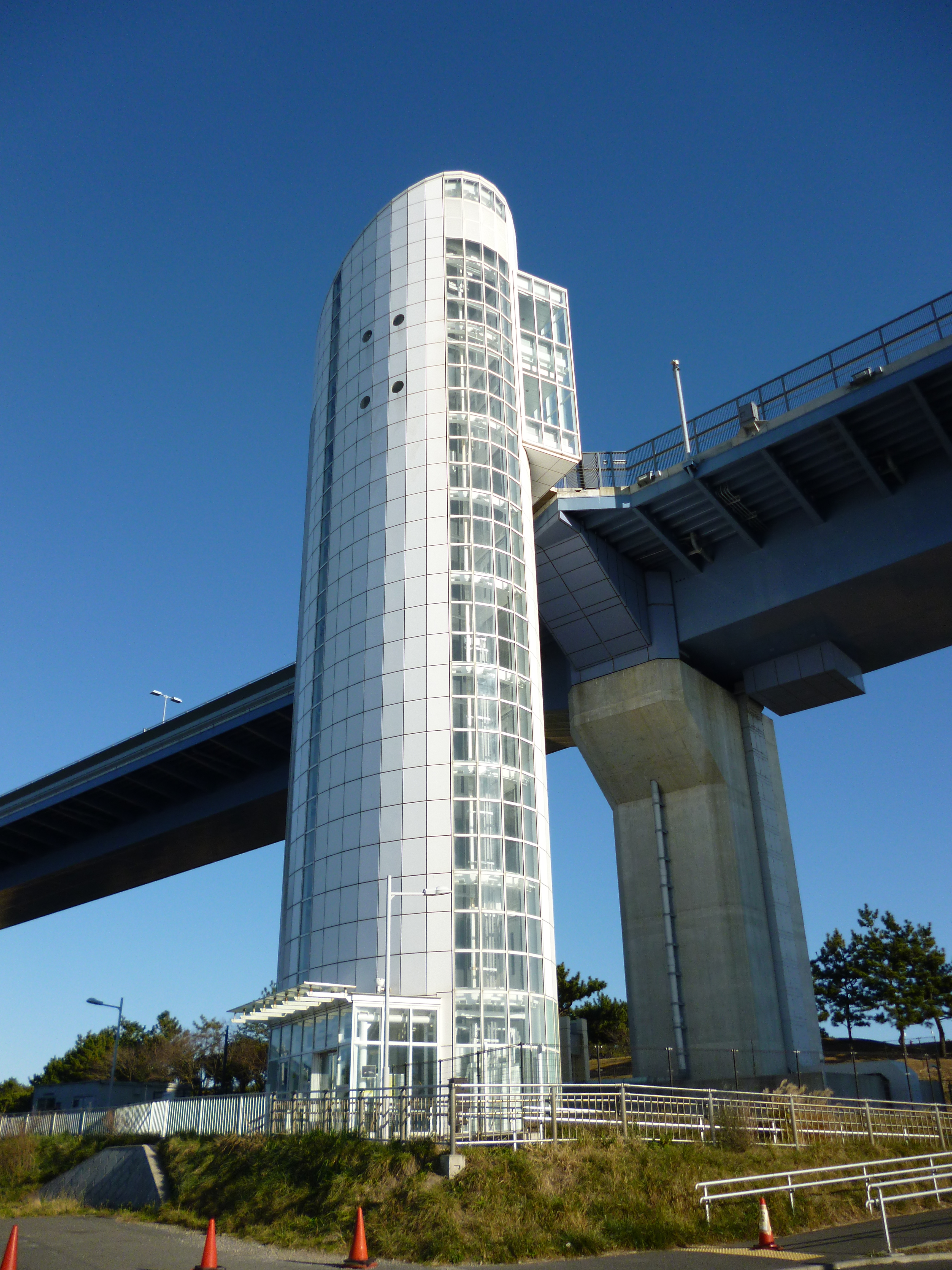
若洲側昇降施設 (→昇降階段)

## 沿革
- 2002年（平成14年） - II期事業区間事業着手（調査開始）
- 2004年（平成16年） - 下部工（基礎・橋脚工事）着工
- 2007年（平成19年） - 下部工完了
- 2009年（平成21年） - 海上部の橋桁架設着工
- 2010年（平成22年）11月15日 - 橋の愛称に関する公募の結果、1万2,223件の応募の中から「東京ゲートブリッジ」が選ばれる[1]
- 2011年（平成23年）2月27日 - 中央部分に最後の橋桁架設
- 2012年（平成24年）2月12日 - 午前10時開通[12][13]
- 2012年（平成24年）4月25日 - ライトアップを開始[14]。

- 2025年（令和7年）3月28日 - この日より中防側昇降施設を開放。

## ギャラリー

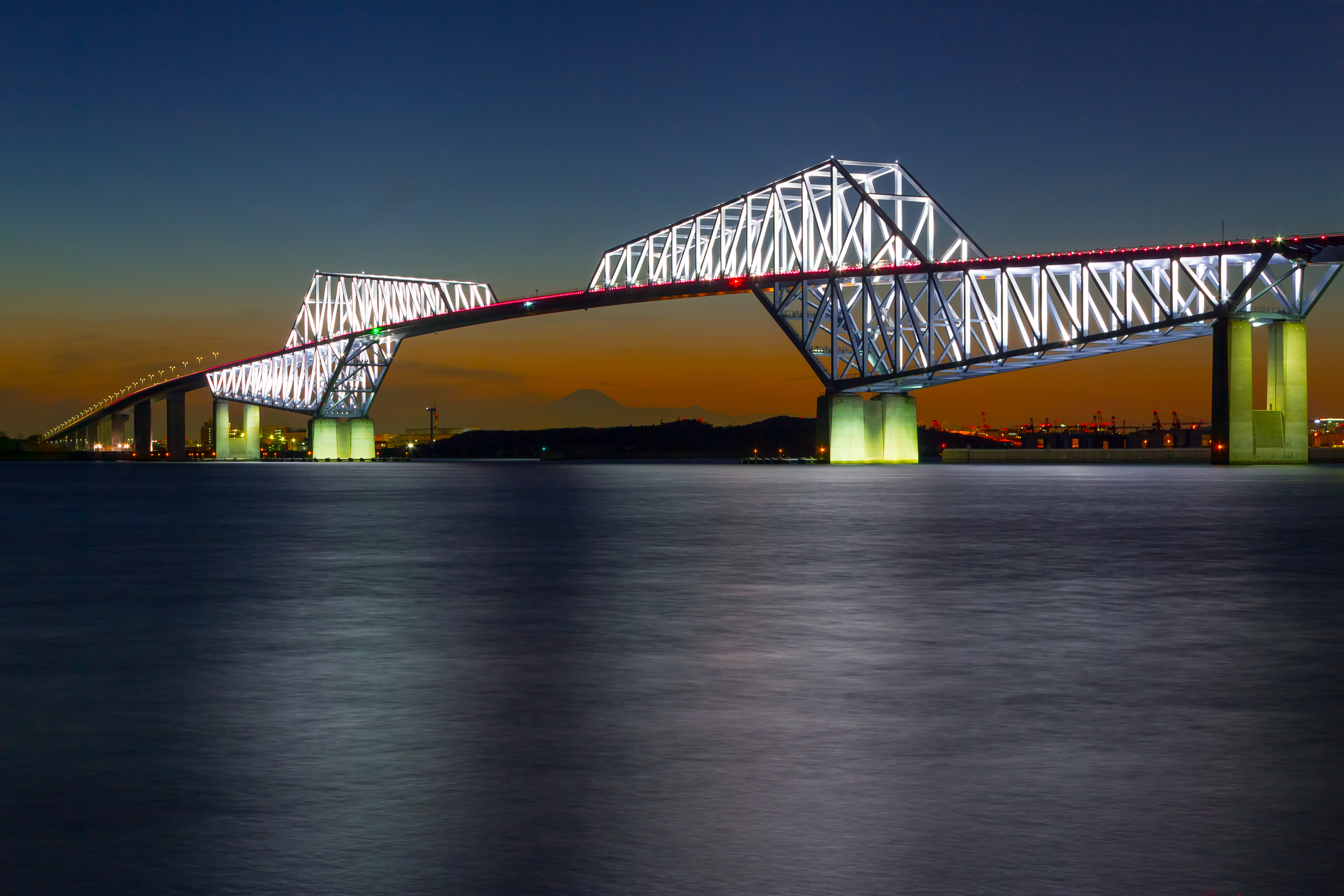
石井幹子によるライトアップ
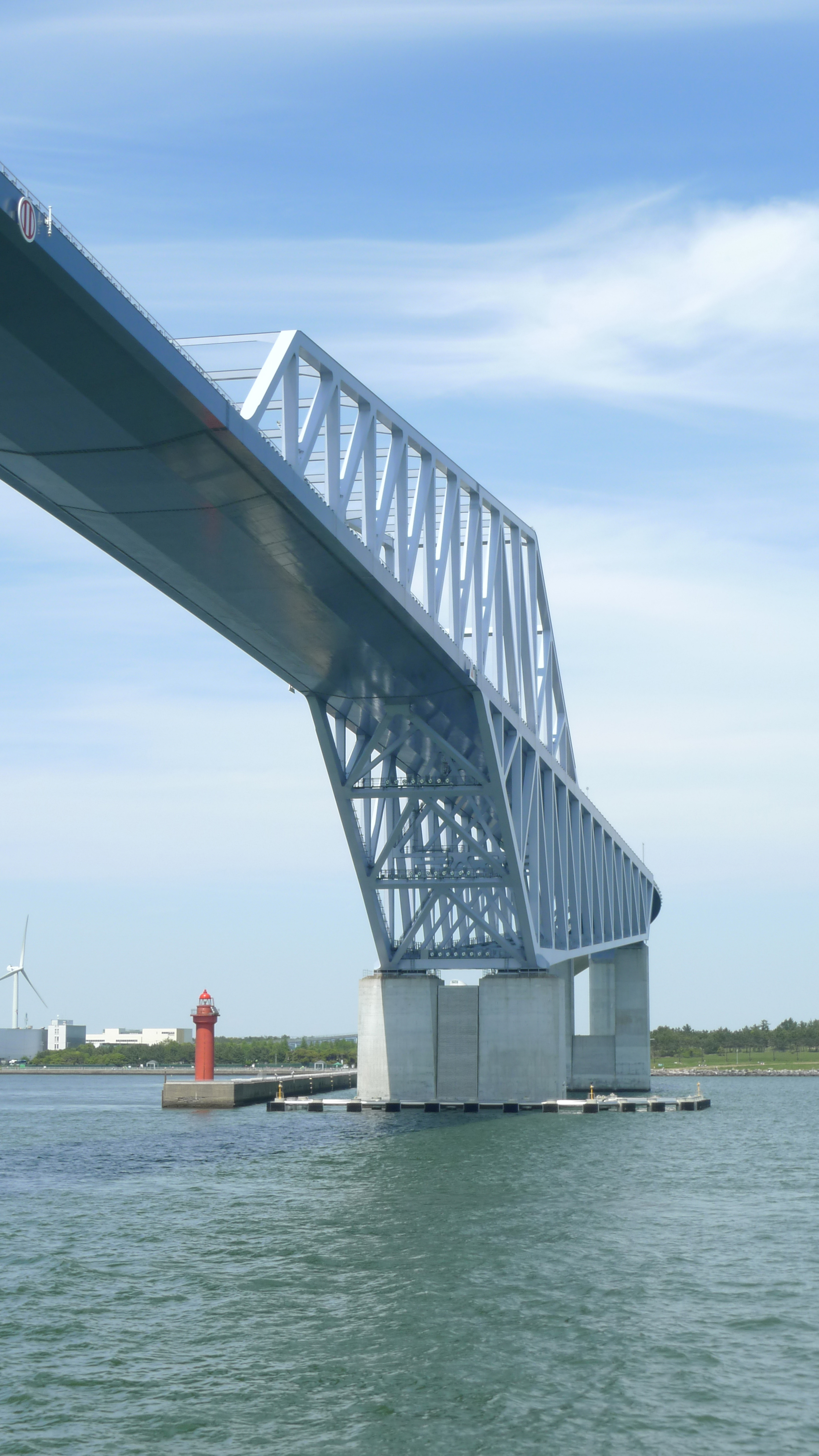
橋の下部と橋脚
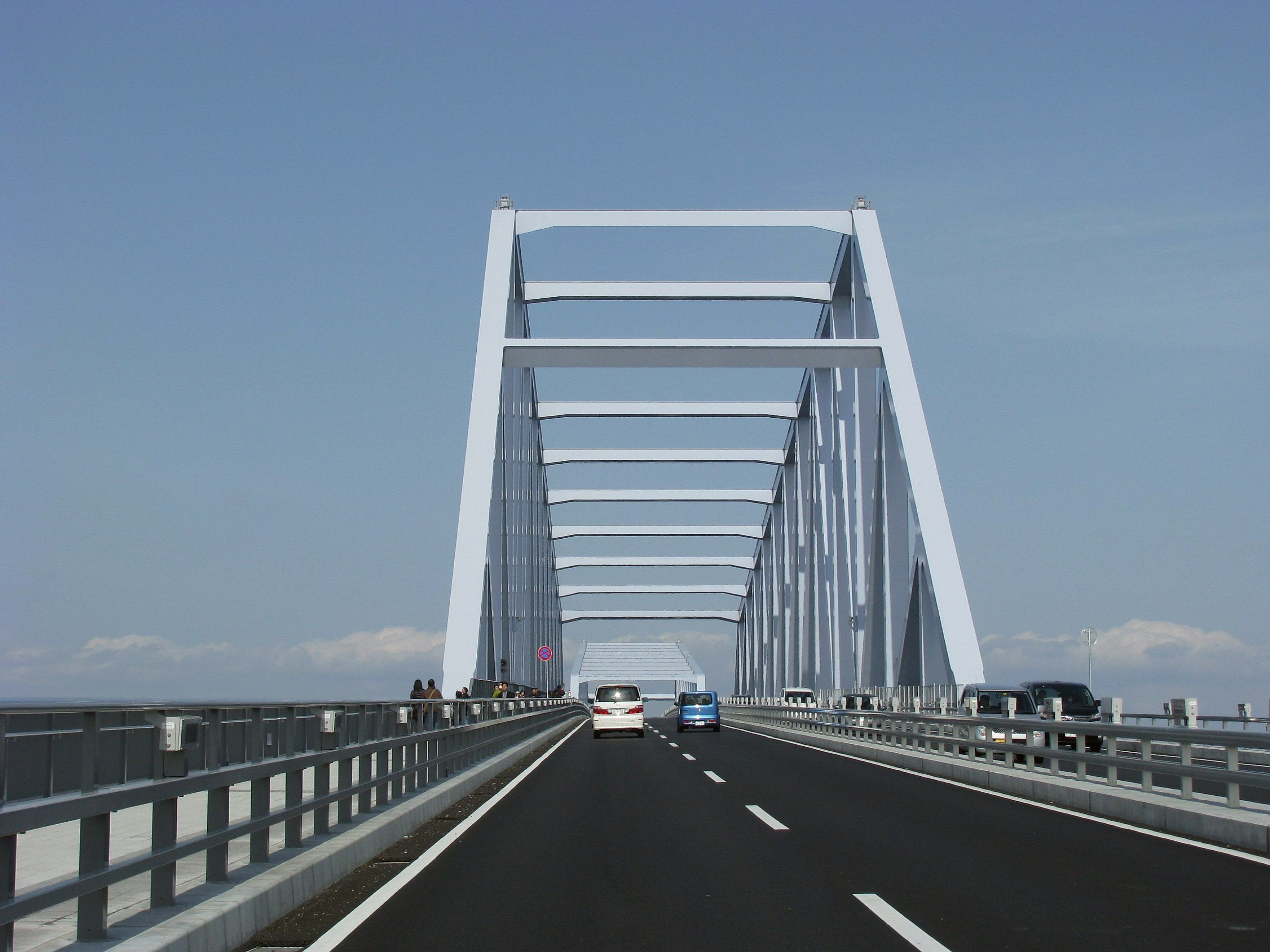
路面より見た東京ゲートブリッジ（2012年3月）
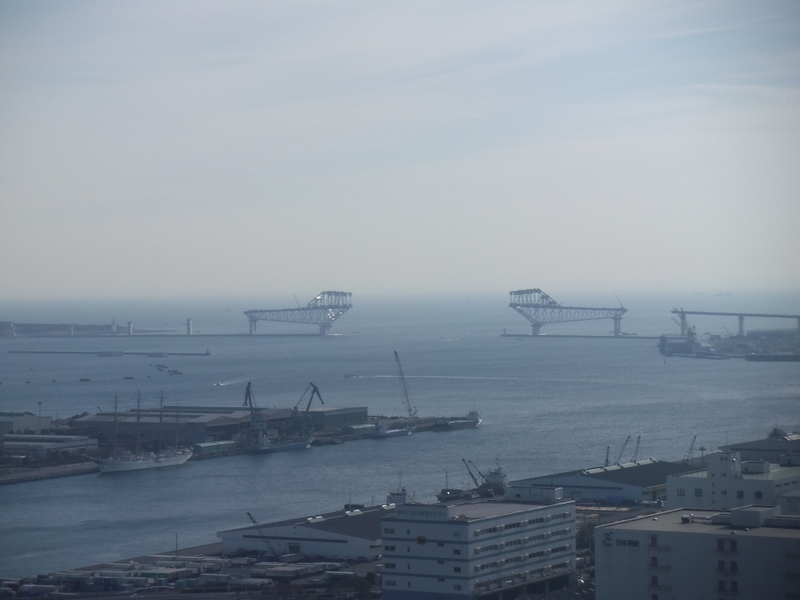
台場側から見た全景（2009年12月、建設中）
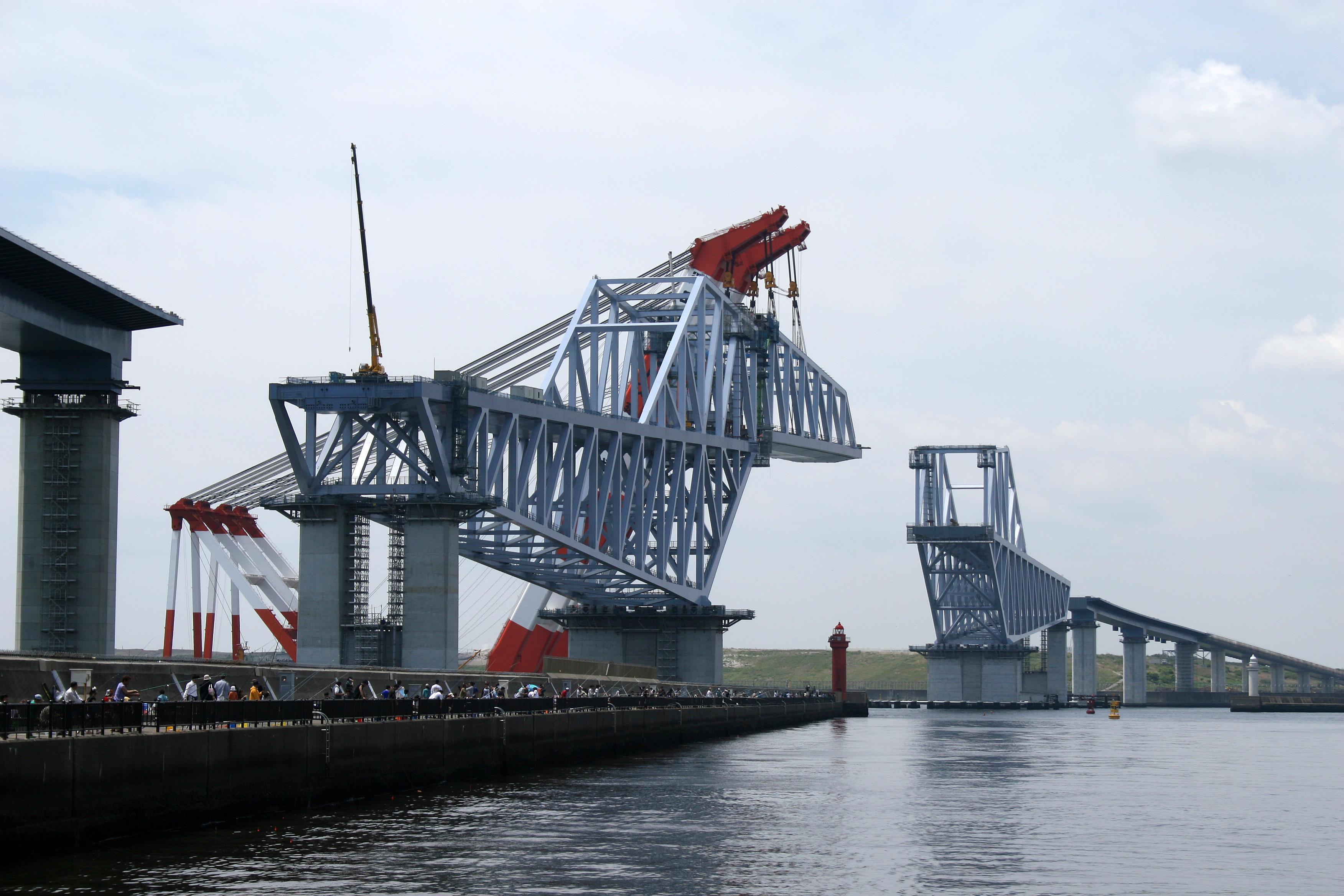
建設中（2010年5月）
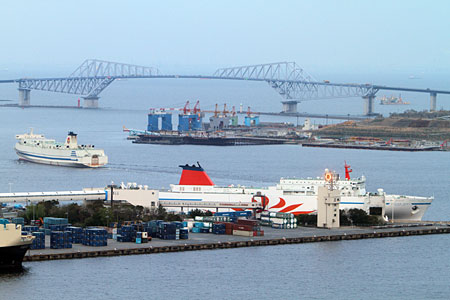
東京港と東京ゲートブリッジ
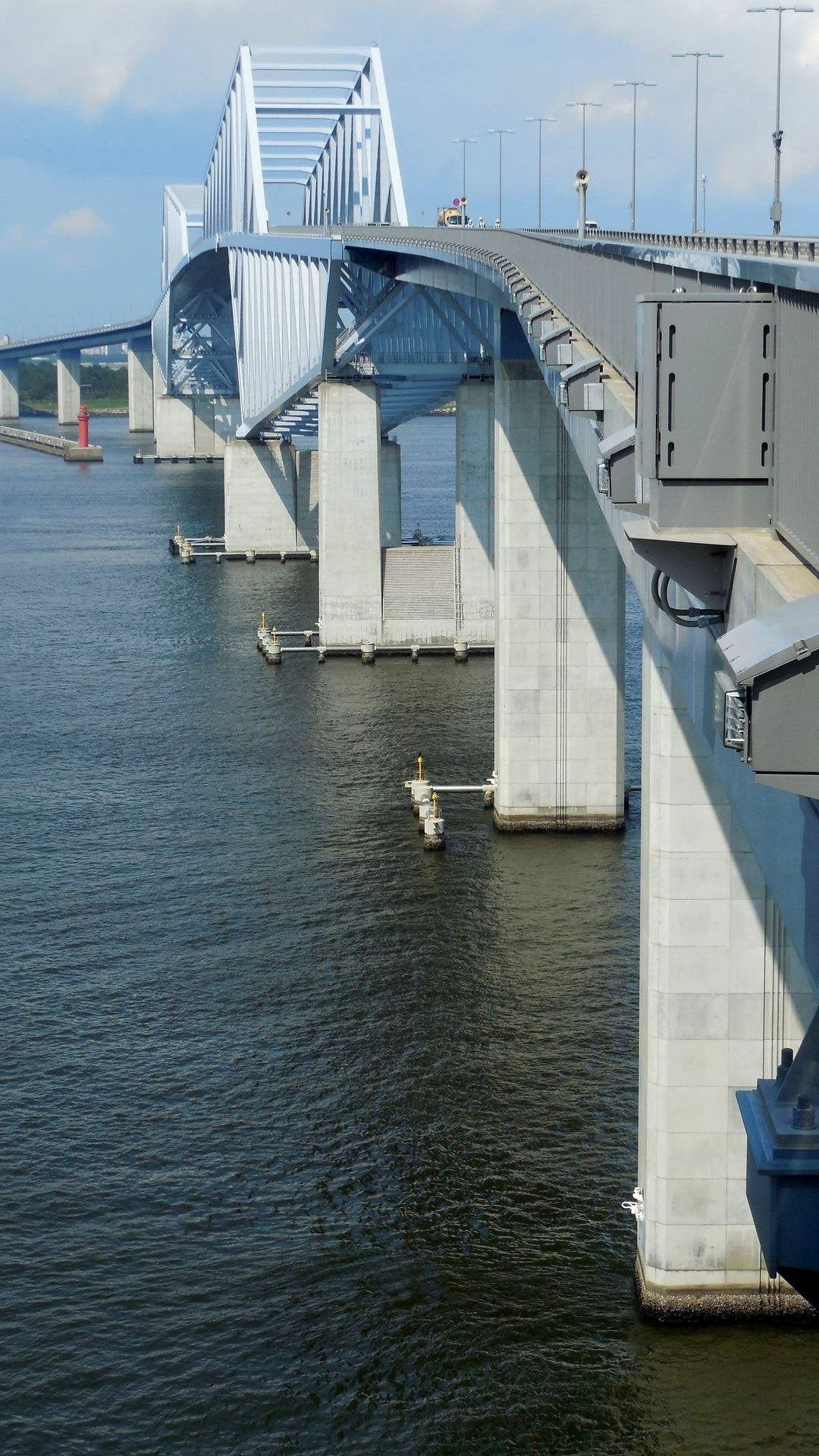
橋脚（中央防波堤側）

## 事業分担
- 主橋梁部・アプローチ部（海上区間）
  - 国土交通省（関東地方整備局東京港湾事務所）
- アプローチ部（陸上区間）・陸上部
  - 東京都（港湾局港湾整備部・東京港建設事務所）

1941年（昭和16年）に開港した東京港は、国営港湾だった横浜港と異なり、東京市営港湾として出発。第二次世界大戦後は東京都が港湾管理者となって整備、管理、運営を一体的に展開し、国直轄による港湾整備は長く行われてこなかった。このため東京港臨海道路についても、城南島 - 中央防波堤外側埋立地を結ぶ臨海トンネルを含むI期区間は都が補助事業として整備した。しかし、バブル経済崩壊後の都の財政逼迫などにより、莫大な予算を要するII期区間の橋梁部分については、国費充当率が事業費の3分の2と、補助事業の5割より高率の国直轄事業として実施する事になった。国が初めて東京港整備に本格関与した同事業が2002年度（平成14年度）に新規採択されたのを受け、国土交通省関東地方整備局は2002年（平成14年）4月に東京港湾工事事務所を新設している。

## 地盤
沖積粘性土層が堆積する軟弱地盤である。

## 施工と技術
橋のコンセプトは「耐用年数100年を目指す橋梁」であり、様々な最新技術が導入されている。すべり型免震支承は、鉛直力・水平力をそれぞれ負担する支承から構成され、橋梁中央部の2つの主橋脚部に2基ずつ並べて設置している。大地震などの際、既存の免震支承で支えられる水平力の3倍に達する7,000トンのトラス重量を、荷重支持板・バッファといった機能の異なる2つの支承を組み合わせる事で解決した。また、伸縮・歪みの計測センサーが橋の中に埋め込まれており、計測したデータを自動監視する事で災害時の影響をすぐに把握できるようになっている。
橋脚の基礎に高強度モルタルを内部に充填した鋼管矢板井筒継ぎ手を採用し、継ぎ手強度を高める事で杭本数を16%削減した。上部工には強度･溶接施工性に優れたBHS鋼材（Bridge High-performance. Steel：橋梁用高性能鋼材）を採用した事と、トラス主構の設計にLRFD（Load and Resistance Factor Design：荷重抵抗係数設計法）による設計を取り入れた事により、通常のものと比べ重量を3%、材料制作費にして12%の縮減を実現した。2009年（平成21年）9月には、有明地区で組立てられた大規模トラスが、3隻の大型クレーン船（4000トン吊り級）を用いて架設された。高さ40 mのトラスを橋中央部の主橋脚に架設したもので、3隻の大型クレーン船を用いての架設は日本国内で4例目である。

## アクセス

### 若洲側昇降施設
若洲側昇降施設は、若洲公園の若洲キャンプ場に隣接した場所に位置する。
鉄道・バス
JR京葉線・有楽町線・りんかい線新木場駅の1番バス乗り場より、都営バス木11甲系統若洲キャンプ場行きで10分 - 15分。終点の若洲キャンプ場バス停下車。休日は1時間に2 - 3本ほど。徒歩では新木場駅から約1時間。
自動車
若洲公園の駐車場が利用できる（普通車：一回500円、大型バス：一回2,000円、二輪車：無料）。

### 中央防波堤側昇降施設
中央防波堤側昇降施設は、海の森水上競技場グランドスタンドから競技水面を挟んで対岸に位置する。
鉄道・バス
りんかい線東京テレポート駅の3番バス乗り場より都営バス波01系統海の森水上競技場行を利用。海の森水上競技場の開場時は終点「海の森水上競技場」バス停下車（東側締切堤経由）、閉場時は手前の「海の森公園」バス停下車（海の森大橋経由）。休日は1時間に1本ほど。
自動車
海の森公園の駐車場が利用できる（普通車：一回500円、大型バス：一回2,000円、二輪車：無料）。